# نا سبونلي
نا سبونلي (بالبولندية: Na Wspólnej)، مسلسل دراما تم إنتاجه في بولندا من تأليف سو غرين، عُرض لأول مرة بتاريخ 23 يناير 2003. بلغ عدد مواسم المسلسل 21 موسما، وعدد حلقاته 3,535 حلقة مدة الحلقة الواحدة 25 دقيقة. وهو من بطولة بوجينا ديكيل، ميتشيسواف هرينيفيتش ومارتا يانكوفسكا. مستند على المسلسل الألماني بيننا.

## وصلات خارجية
- نا سبونلي على موقع IMDb (الإنجليزية)
- نا سبونلي على موقع كينوبويسك (الروسية)
- نا سبونلي على موقع قاعدة بيانات الفيلم (الإنجليزية)

- الموقع الرسمي